# アトランティック・エアウェイズ670便オーバーラン事故
アトランティック・エアウェイズ670便オーバーラン事故（アトランティック・エアウェイズ670びんオーバーランじこ）とは、2006年10月10日7時32分にアトランティック・エアウェイズ670便が、ノルウェーのストード空港で着陸時にオーバーランした事故である。着陸時にスポイラーの故障やハイドロプレーニング現象など、複数の要因が重なった。
670便はアケル・ソリューションズがチャーターした便で、乗客はアケル・ソリューションズの従業員のみだった。670便はスタヴァンゲル空港からストード空港を経由しモルデまで飛行する予定だった。調査は、ノルウェー事故調査委員会（AIBN）によって行われた。スポイラーの誤動作の原因を特定することはできなかったが、機長が非常用ブレーキを作動させたときに、アンチロックブレーキシステムが無効になったことが判明した。これによりブレーキが完全にロックされ、ハイドロプレーニング現象が発生した。これにより路面との摩擦が大幅に減少し、機体は滑走路内で停止できなかった。

## 当日の670便
670便はアケル・ソリューションズの従業員の通勤のためにチャーターされた定期便だった。事故機は前日の23時30分にソラに到着し、夜間に48時間毎の定期検査が実施され、5時00分に終了した。7時15分にソラから離陸するときには12人の乗客と4人の乗員が搭乗していた。機長は34歳の男性で副操縦士は38歳の男性であった:5。パイロットは、前夜のアトランティック・エアウェイズのスタバンゲルへの便に乗客として搭乗して来た。機長は以前にストード空港へ21回の着陸を行っていた:13。天気は晴れで視界は10キロメートル (6 mi) 以上、風は110度の方向から6ノットだった:5。

## 事故機

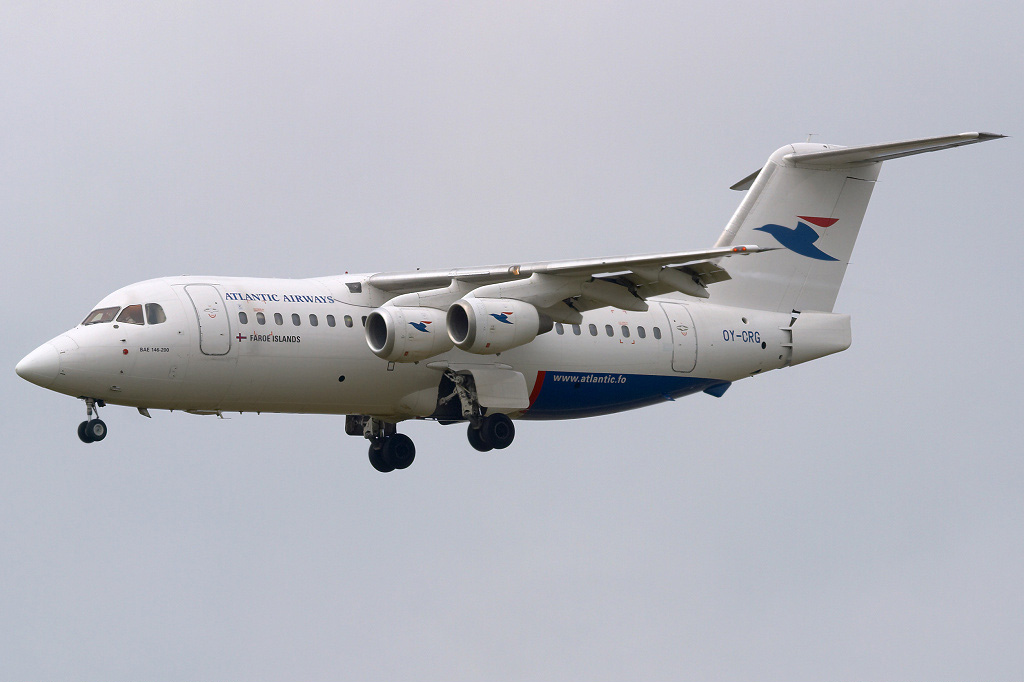
2006年1月に フランクフルト空港 で撮影された事故機

事故機の、ブリティッシュ・エアロスペースBAe 146-200はシリアル番号E2075で、1987年に初飛行し、初めはアメリカのパシフィック・サウスウエスト航空が所有し、OY-CRGとして登録された。6ヶ月後、アトランティック・エアウェイズが1機目のBAe 146として購入した。最後の大きな点検は事故の2週間前の2006年9月25日に行われていた。事故機は39,828時間、21,726サイクル飛行していた:16。
BAe 146は、滑走路の短い空港で運用するために設計されたジェット機で、4基のハネウェル ALF 502R-5ギヤードターボファンエンジンを装備したこの機体は、メインギアとノーズギアが滑走路にほぼ同時に接地するように設計されている。パワフルなホイールブレーキとエアブレーキを備え、スポイラーを着陸時にすぐ展開できるが、スラストリバーサーは搭載していない:15。

## 空港と航空会社について

### ストード空港

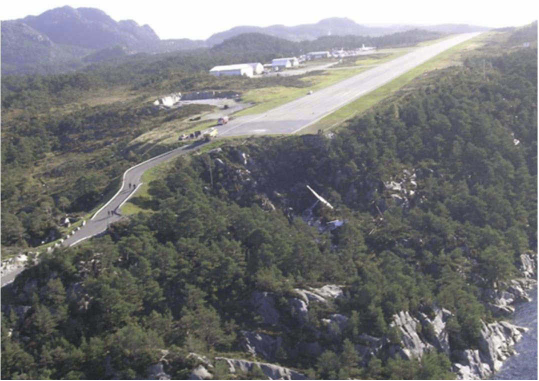
崖に囲まれたストード空港、右下に見えるのが事故機の残骸

ストード空港は、ストード島にある地方空港で、標高49フィート (15 m)に位置する。滑走路は15と33（およそ北北西向きと南南東向き）があり、長さ4,790フィート (1,460 m)、幅30フィート (9.1 m)である:35。滑走路は急な崖に囲まれており、空港建設時に要求された長さの滑走路安全区域が設けられていたが、事故時には基準を満たしていなかった:36 。事故当時、滑走路は湿っていたと推定されるが、その情報はパイロット達には伝わっていなかった:34。

### アトランティック・エアウェイズ
アトランティック・エアウェイズはフェロー諸島の航空会社であり、当時はフェロー諸島政府が所有していた。事故当時、アトランティック・エアウェイズは事故機を含めた5機のBAe 146を保有していた:63。アトランティック・エアウェイズはモルデ近くのガス油田を開発するアケル・ソリューションズと長期の契約を結んでいた。この契約には、ストード空港を経由する、スタヴァンゲル空港からモルデ空港までの便を週に5便運航することが含まれていた。

## 事故の経緯
670便は7時17分にソラ空港を離陸した。7時23分に管制官と連絡を取り、滑走路15に視認進入を行うと報告した。管制官は7時24分に1,200フィート (370 m)への降下を許可し、7時27分にベルゲン管制の空域を抜けて、ストード空港の管制官に引き継がれた。パイロットは空港と気象の情報をもとに、直線進入ができる滑走路33に着陸することを管制官に報告し、許可された。7時31分12秒までにフラップは33度まで作動させた:6。フライト・マニュアル(AFM)によると適正な対気速度はVref=112ノット (207 km/h; 129 mph)であった。CVRによるとパイロットは着陸する少し前に速度計の目盛り(112ノット)を読み上げているので、機体の対気速度は112ノットであったとみられる。地上レーダーのデータによると、機体が滑走路端を通過したときの対地速度は、追風のため120ノット (220 km/h; 140 mph)であった。7時32分14秒、670便は理想的な着陸地点から数メートル先に着地した:8,83,7写真。

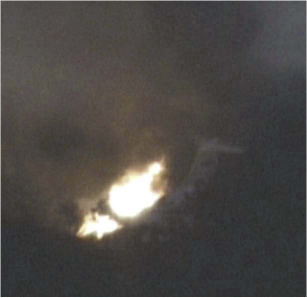
滑走路からオーバーランした21秒後に炎上する機体

副操縦士は着地のおよそ1秒後にスポイラーの展開をコールし、機長がスポイラーを展開させた。2秒後、スポイラー・インジケータライトが点かなかったため、副操縦士は「スポイラーが起動しない」と言った。副操縦士は油圧を確認し、スイッチが正しく設定されていることを確認した。機長はスラストレバーをフライトアイドルからグラウンドアイドルに切り替え、着地から6秒後にブレーキを作動させた。着地から12.8秒後に、タイヤのスリップ音が聞こえ始めた:8。機長はブレーキセレクターレバーを緑から黄の位置に動かしたが効果がなかった。その後レバーを非常用ブレーキ位置に動かしたが、非常用ブレーキを起動したため、アンチロック装置が解除された:9。目撃者は、着陸装置付近から煙やしぶきなどが出ていることを証言した:10。
機体は着陸を中止して上昇するには速度が落ちすぎていた。機長は機体がオーバーランする可能性が高いと考えた。最後の手段として、機長は機体をまず右にターンさせ、次に急激に左にターンさせることで速度を落とそうとした:9。しかし、着地から22.8秒後の7時32分37秒に機体は滑走路をオーバーランした。機体は滑走路に対して約45度の角度で横滑りしながら滑走路から外れていった:10。それと同時に飛行場対空援助業務(AFIS)によって衝突警報が発せられた:8 。

## 救助活動

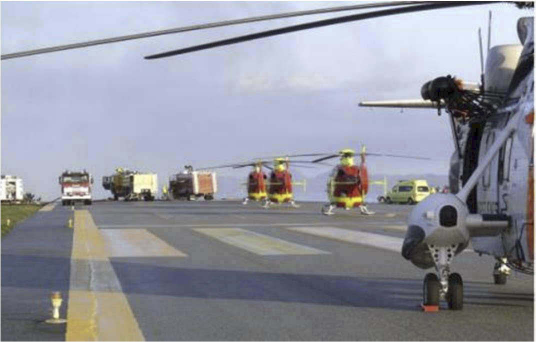
救助を行うヘリコプターなど

AFISコントローラは7時32分40秒に緊急アラームを起動した。これを4秒後に救助隊員が確認し、その5秒後にAFISコントローラが緊急医療センターに連絡した。4分後には警察に通報が入り、南ノルウェー救助調整センターが救急車を派遣した。警察は7時44分に現場に到着した:55。
670便は、滑走路の端から46メートル (151 ft) 、海から50メートル (160 ft)の場所で停止した:47。航空機が停止した後、パイロットは燃料供給を遮断し、エンジン消火装置を作動させた。しかし、燃料遮断レバーと第2エンジンとの機械的な接続が壊れたため、第二エンジンが停止できなかった。インターコムも故障したために、機長らは乗客に避難をするように伝えられなかった:58。前方右側のドアは地面に塞がれて使えなくなり、コックピットのドアと前方左側のドアも開かなかった。パイロットは左側のコックピット窓から避難し、生き残った乗客はすべて後方の扉を通って避難した:55。機長は脱出後に前方左側のドアを開けようと試みたが無理だった。その後、機長はコックピットの窓から再びコックピットに入り、コックピットのドアを開けようとしたが、やはり開けることはできず、さらに火災の熱により再び脱出を余儀なくされた。パイロットは2人とも重傷を負い、近くの病院へ搬送された:58。機体前方部の乗客の何人かは、機体のその部分がより壊れていたので、機体後方のドアから脱出することに決めた:59。

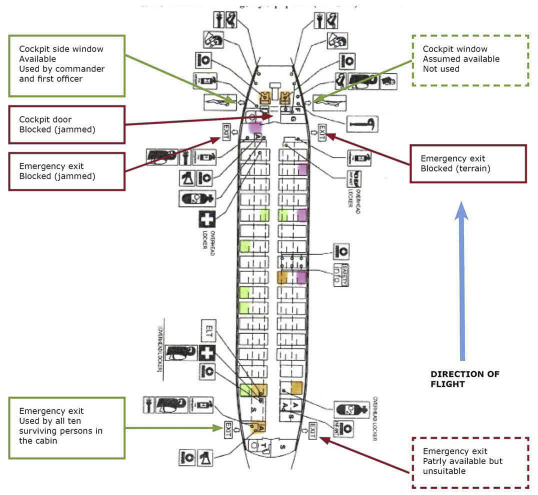
怪我の度合いを表した座席表。負傷（橙）、無傷（緑）、死亡（紫）を表している

滑走路をオーバーランした後、出火し、胴体の中間部と右翼を中心に炎上した:52。オーバーランした際には出火していなかったが、その後13秒以内に火災が起きた。45秒(オーバーランからの時間；以下同じ）に１台目の消防車が現場に到着し、50秒に2台目が到着した。1分45秒の時点で胴体のほとんどが炎上していた。3分30秒に尾部が崩壊し、5分45秒に左のエンジンが停止した。8分に消防車が水を補給しに戻り、13分に現場に戻った。18分に市の最初の消防車が到着した:53。当初、消防隊は乗員乗客は全員死亡したと思っていたが、その後生存者を発見した:61。火は9時30分に消火された:54。当初、死者は3人と報告されていたが後に4人に訂正された。
胴体部のほとんどは火災で焼け落ちた:47 。コックピットの前部と下部や翼とエルロンの先端は残っていた。スポイラーを含む翼の内側部分は破壊されていたが、スポイラーアクチュエーターのうちの2つは回収された:48。エンジン内のほとんどの軽合金部品は破壊されていたが、エンジンの圧縮機のブレードは無傷であり、衝突前の損傷の兆候は見られなかった:49。滑走路と機体の残骸の間で左のランディングギヤ、エンジンカウル、右翼外側のエンジンの3つのコンポーネントが見つかり、火災を受けていなかった:47。

## 事故調査と原因

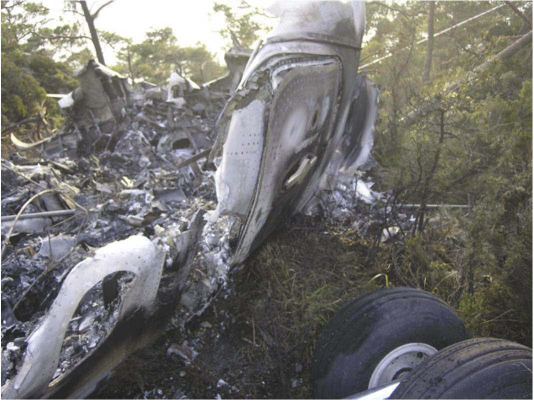
コックピット付近の残骸

13時08分にノルウェー事故調査委員会（AIBN）がヘリコプターで到着した:42 。事故の様子を3人が撮影していた。そのうちの一人が事故現場から1.5キロメートル (1 mi) 付近で撮影したビデオは特に有用だった。彼はテープをTV 2（ノルウェーの放送局）に売った。その後、ビデオはAIBNに渡された:52。調査官が到着したとき滑走路が湿っていたが、事故当時濡れていたかどうかはわからないとした:34 。また、機体が火災によりほとんど焼けてしまったために、調査は不可能に近かった:48。しかし、機体から分離していた左の着陸装置は調査することができた:52。
調査官は滑走路上に残されたスリップ痕をすべて確認した。それによれば、670便が最初に接地したのは滑走路33の端から945メートル (3,100 ft)地点だと判明した:41。また、滑走路にはゴム片が残っていた:46。機体は最初は中心線をたどったが、1,140メートル (3,740 ft)を過ぎた辺りで右に逸れ、1,206メートル (3,957 ft)を越えてから方向を変えた。1,274メートル (4,180 ft)から、機体が左へスリップしだしており、1,465メートル (4,806 ft)地点でオーバーランしたときには徐々に25度の角度に達していた:46。 
また、事故機が進入を開始する以前に、滑走路の検査が行われたが、その際に路面が乾いているか湿っているかは報告されなかった。そのため、パイロット達も滑走路の状態を把握しておらず、乾いた状態であると認識していた。しかし、実際には滑走路は湿っていたと調査で明らかになった。

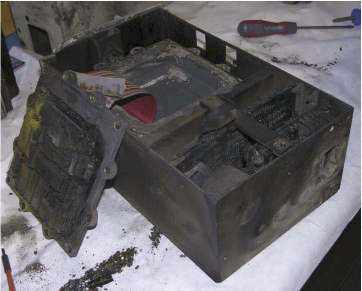
回収されたコックピットボイスレコーダー

フライトデータレコーダーは回収されたが、火災の影響で大きく損傷していた。データのうちの大半は焼けてしまい、取り出せたのはストード空港への進入中の12秒間と最後の3秒間だけだった:40 。フェアチャイルド社製A100S コックピットボイスレコーダーは研究所に送られたが、回路板の損傷により、そこではデータを取り出すことができなかった:41。しかし、メーカーに送ったところ、データの取り出しに成功した:42。AIBNは操縦席の音の録音に関する専門知識を持っているフィンランド安全調査局(Safety Investigation Authority of Finland)に音声データを持ち込んで分析した。この分析の最も重要な結果は、事故のタイムラインの確立と、スポイラーレバーが正しい位置に設定されていたことの確認であった:62。
コックピット内の音声を聞くと、機長と副操縦士は模範的な着陸手順をとっているようだった:6。機長は、滑走路が50 - 100メートル (160 - 330 ft) 長ければ、機体は停止していたと話した。また、副操縦士は、オーバーラン時の速度を5 - 10キロメートル毎時 (3.1 - 6.2 mph)で、滑走路が10 - 15メートル (33 - 49 ft) 長かったら止まっていたと見積もった:9。

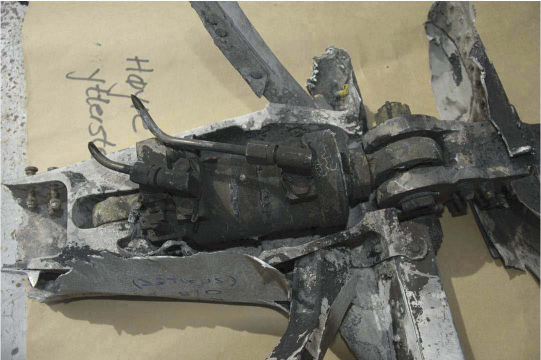
回収されたスポイラー・アクチュエーター

回収された6つのスポイラーアクチュエータは、調査のため、ケジェラー空港にあるノルウェー空軍の施設に送られた。放射線検査により、すべて展開していなかったことが判明した:61。BAeが発行した文書には、スポイラーが全て作動しなかった場合、着陸に必要な距離は40%増加すると記載されていた。フライト・シミュレータでBAe 146がスポイラーなしでストード空港へ着陸できるかを検証した:62。シミュレータには湿った滑走路をシミュレートする機能がなかったため、滑走の前半を乾いた滑走路で、後半を濡れた滑走路でプログラムされた。シミュレーションの結果は、乾いた滑走路であれば滑走路上で停止可能であり、乾いた路面の後に湿った路面が続く場合は、停止することはできたがわずかな余裕しかなかった。濡れている場合は滑走路上で停止できなかった。スポイラー・システムの詳細な調査は、Aviation Engineeringによって行われ、2011年5月10日に調査結果が発表された:63。AIBNはスポイラーが展開しなかったという仮説からすぐに作業を開始し、レバーの機械的故障、2つのスラスト・レバー・マイクロスイッチの故障、スポイラー・システムの回路ブレーカーの切断の三つの原因の可能性を調査をした:79。マイクロスイッチは、4つのうち2つが故障するとシステムに障害が発生するが、1つだけしか故障していない場合はコクピットに警告は表示されない（潜在欠陥）:99。

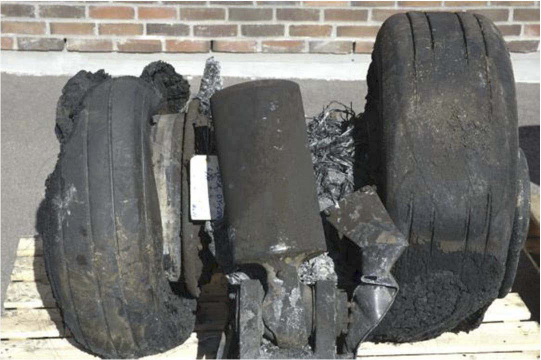
左主脚の着陸装置

AIBNは、スポイラーレバー機構に機械的な欠陥があったか、4つのスラスト・レバー・マイクロスイッチのうちの2つに故障があったと信じていたが、スポイラーが起動しなかった原因に関する結論は見出せなかった。パイロットはスポイラーが展開していないという警告を受け取り、充分に減速しないことにも気付いたが、二つの問題を結び付ける代わりに車輪ブレーキを使った。パイロットは滑走路内で機体を停止できないと認識し、非常用ブレーキを起動させた。非常用ブレーキはアンチロック・ブレーキ・システムを無効化し、車輪を完全にロックする仕組みになっていた。この事故では、車輪がロックされ、滑走路表面との摩擦が増え、タイヤが急速に加熱された。溝のない湿った条件の滑走路と組み合わされたこの状況は、加熱されたゴムの熱がタイヤと滑走路との間に蒸気の層を作り、ブレーキの効果を著しく低下させ、停止するのに必要な距離を約60％増加させた:99。グルービングのない滑走路はハイドロプレーニング現象が発生するのに決定的なものだった。事故機は、オーバーラン時に15 - 20ノット (28 - 37 km/h; 17 - 23 mph)の速度が出ていたと推定される。非常用ブレーキを起動せず、最適な制動が行われていれば、機体は滑走路内で停止したと考えられた。被害の拡大は、オーバーランによるものではなく、滑走路の急な斜面によるものだった:100。
さらに、AIBNは、燃料漏れにより、火災が発生したことを発見した。機体が移動中にひどく損傷しているため、燃料漏れとおそらく電気的短絡による即時点火が発生したとみられる:100。左の内側のエンジンが、機体が停止してから５分以上高速で回転し続けたため、十分な酸素が火災に供給された。消防隊員は現場に迅速に到着したが、地形によって救助を妨げられ、火災も消火するのが難しくなってしまった:100。機体と乗員に非がなかったことも明らかにされた。当時、スポイラーの故障時の訓練やチェックリストなどは無かった:101。空港の地形や、安全性の欠如が事故を悪化させた:102。

## 事故後
この事故は、BAe 146で起きた7番目の死亡事故であり、9番目の機体損失だった。また、アトランティック・エアウェイズの唯一の全損または致命的な事故である。10月11日に開催されたフランス対フェローのサッカー大会で、1分間の黙祷が捧げられた。ストード島での事故の後、アトランティック・エアウェイズは、2007年秋にストード島への飛行を取り止め、2014年8月までにBAe 146を退役させた。

## 映像化
- メーデー!:航空機事故の真実と真相 第13シーズン第6話「Edge of Disaster」